# Stick (postać)
Stick, znany również jako Sadhan – postać występująca w amerykańskich komiksach wydawnictwa Marvel Comics. Jest niewidomym sensei i przywódcą Chaste, który szkolił Matta Murdocka i Elektrę Natchios.
Postać pojawiła się w filmie Elektra z 2005, a w jego rolę wcielił się Terence Stamp. W latach 2015-2017 grał go Scott Glenn w serialach telewizyjnych Daredevil (2015-2016) i The Defenders (2017), osadzonych w Marvel Cinematic Universe.

## Historia publikacji
Po raz pierwszy pojawił się w komiksie Daredevil #176 i został stworzony przez Franka Millera.